# Italopodisma samnitica
Italopodisma samnitica är en insektsart som först beskrevs av Scott LaGreca 1954.  Italopodisma samnitica ingår i släktet Italopodisma och familjen gräshoppor. Inga underarter finns listade i Catalogue of Life.